# ブリュッセル首都圏交通T7000形電車
T7000形は、ベルギーの首都・ブリュッセルで路面電車（ブリュッセル市電）を始めとした公共交通機関を運営するブリュッセル首都圏交通がかつて所有していた電車。アメリカ合衆国で開発された高性能の路面電車車両であるPCCカーの技術を導入して製造された車両である。

## 概要
第二次世界大戦終戦後、ブリュッセルの路面電車網は変電所の増設、車両の改造（乗降扉の自動化、座席の改良など）、一部路線の地下路線化を始めとする近代化が実施されたが、その中で最も革新的な施策となったのは、アメリカ合衆国で開発された高性能の路面電車車両であるPCCカーの導入だった。
電動機の軽量化を図った直角カルダン駆動方式、スムーズな加減速を実現させるための多段制御の採用、運転室で速度制御に用いる足踏み式ペダルなど新たな技術を多数導入したPCCカーは、アメリカ合衆国の路面電車運営事業体や鉄道車両メーカー、機器メーカーが参加した電気鉄道経営者協議委員会（The Electric Railway Presidents' Conference Committee、ERPCC）によって1930年代に開発されたもので、1935年に会社組織へと再編されたTRC（Transit Research Corporation）のライセンスに基づき翌1936年以降各地の鉄道車両メーカーによって量産が開始され、アメリカやカナダで大成功を収めた。
ヨーロッパでもその実績は第二次世界大戦前から高い注目を集め、戦後初期の1946年10月にベルギーのACEC（Ateliers de Constructions Electriques de Charleroi）とBND（La Brugeoise et Nivelles et Delcuve、BND）はTRCとライセンス契約を結び、翌1947年に製造された試作車はブリュッセルやリエージュで試運転が行われた。そして1950年、BNはACEC製の主電動機や、アメリカから輸入したWH製の制御装置、セントルイス・カー・カンパニー製のボギー台車を用いた、ブリュッセル向けのPCCカーの受注を獲得した。これがT7000形である。
車体は片運転台式で、右側側面に3箇所の乗降扉が設置されていた。デザインはT7000形の製造に先立ち1949年に試験的に車体更新が実施された5018（1935年製）を基にした流線形の構造を採用した。台車は前述のとおりセントルイス・カー・カンパニーがPCCカー向けに開発したB-3形台車を用い、BN社の工場での同型台車の生産も実施された。

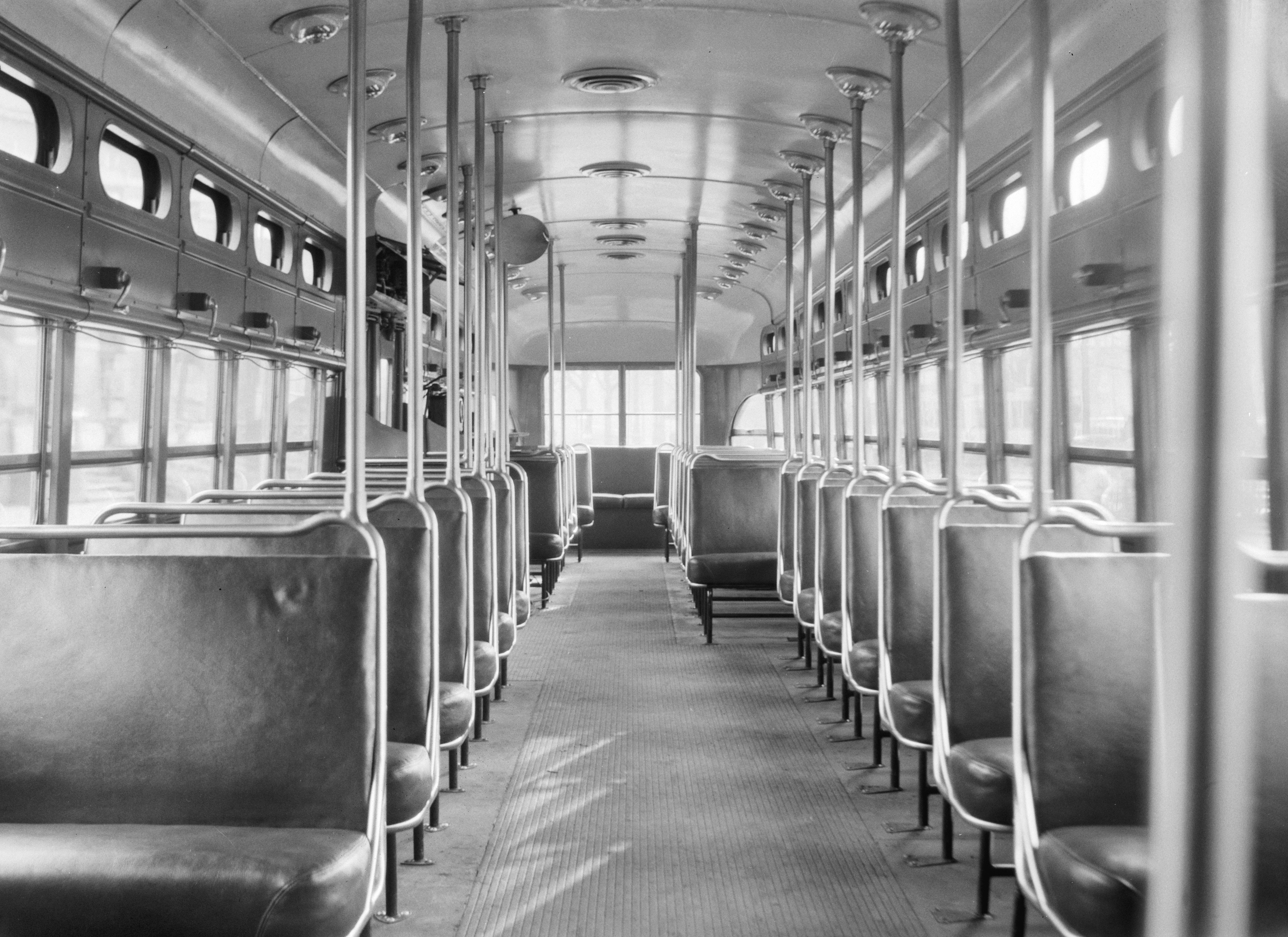
PCCカーの試作車の車内
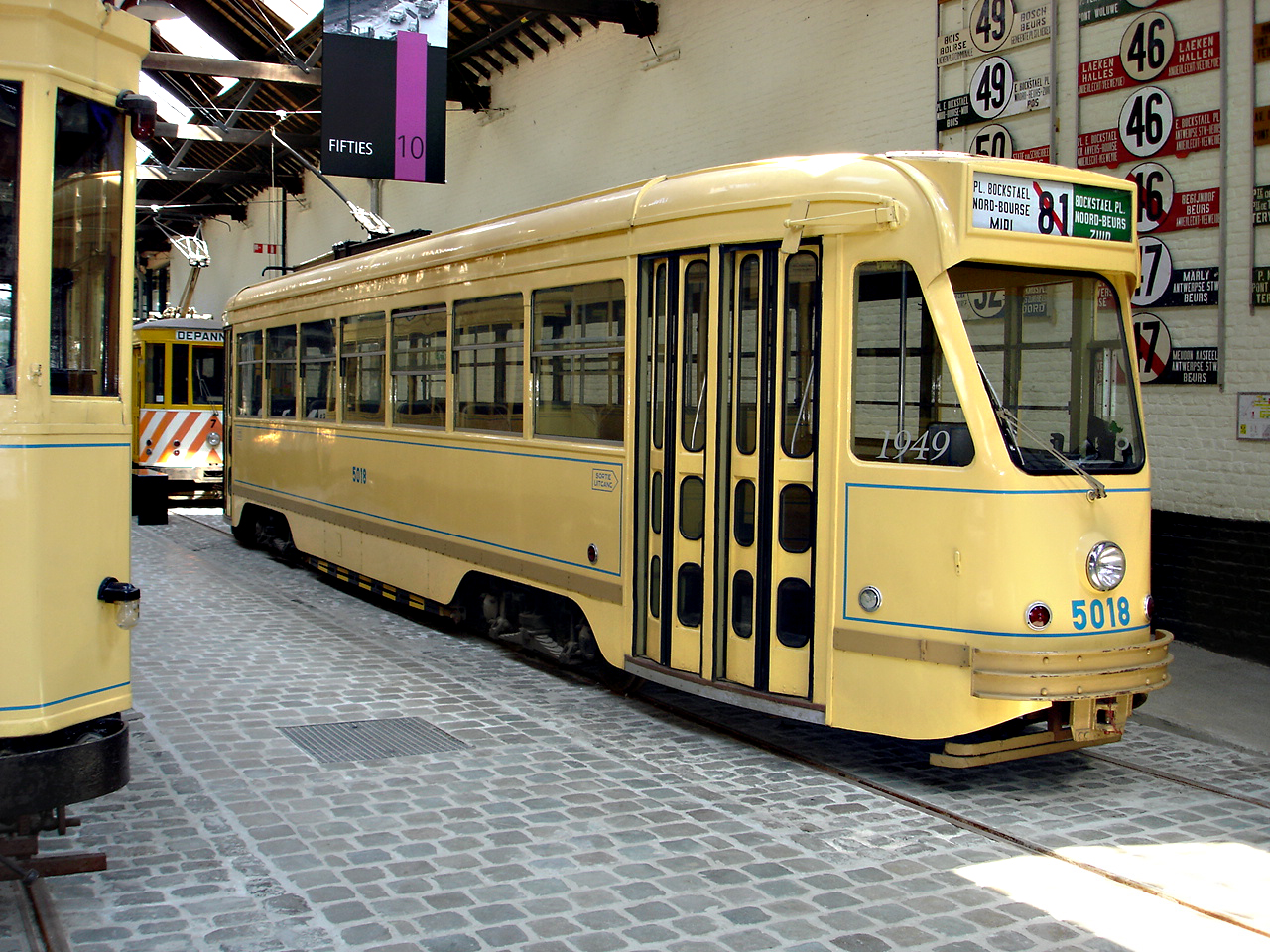
1949年に試験的に車体更新が行われた5018

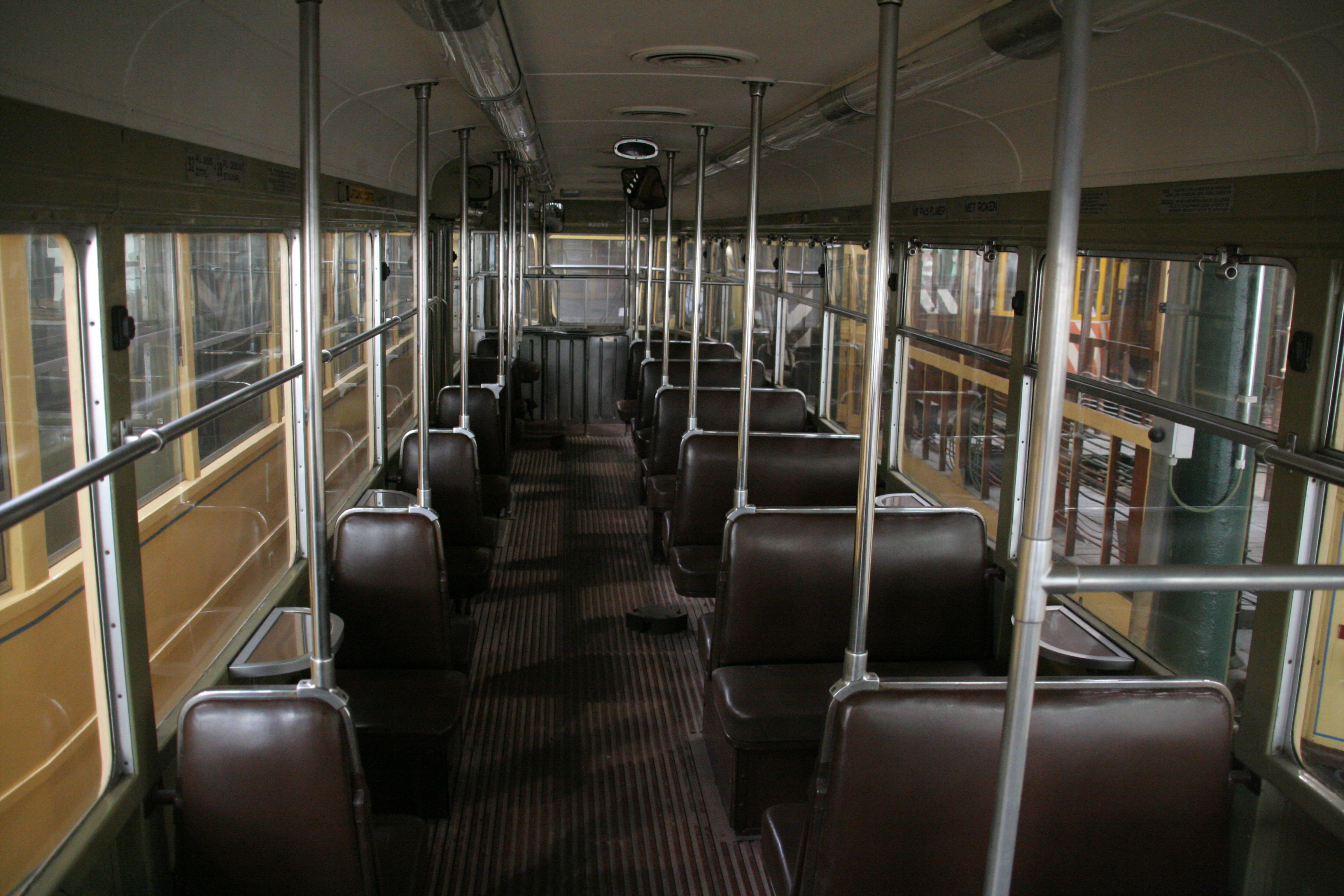
車内（7093）
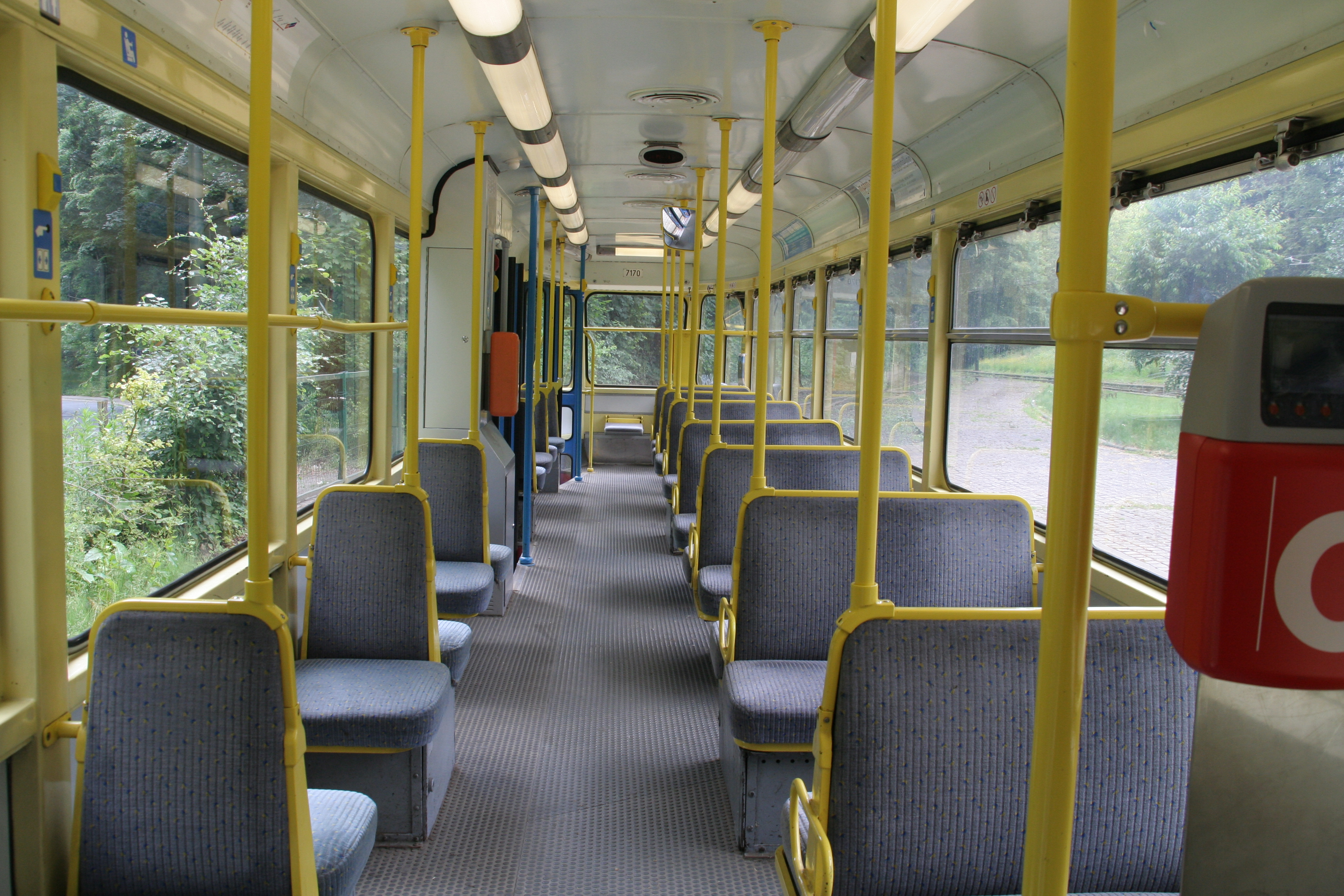
車内（7170、更新後）
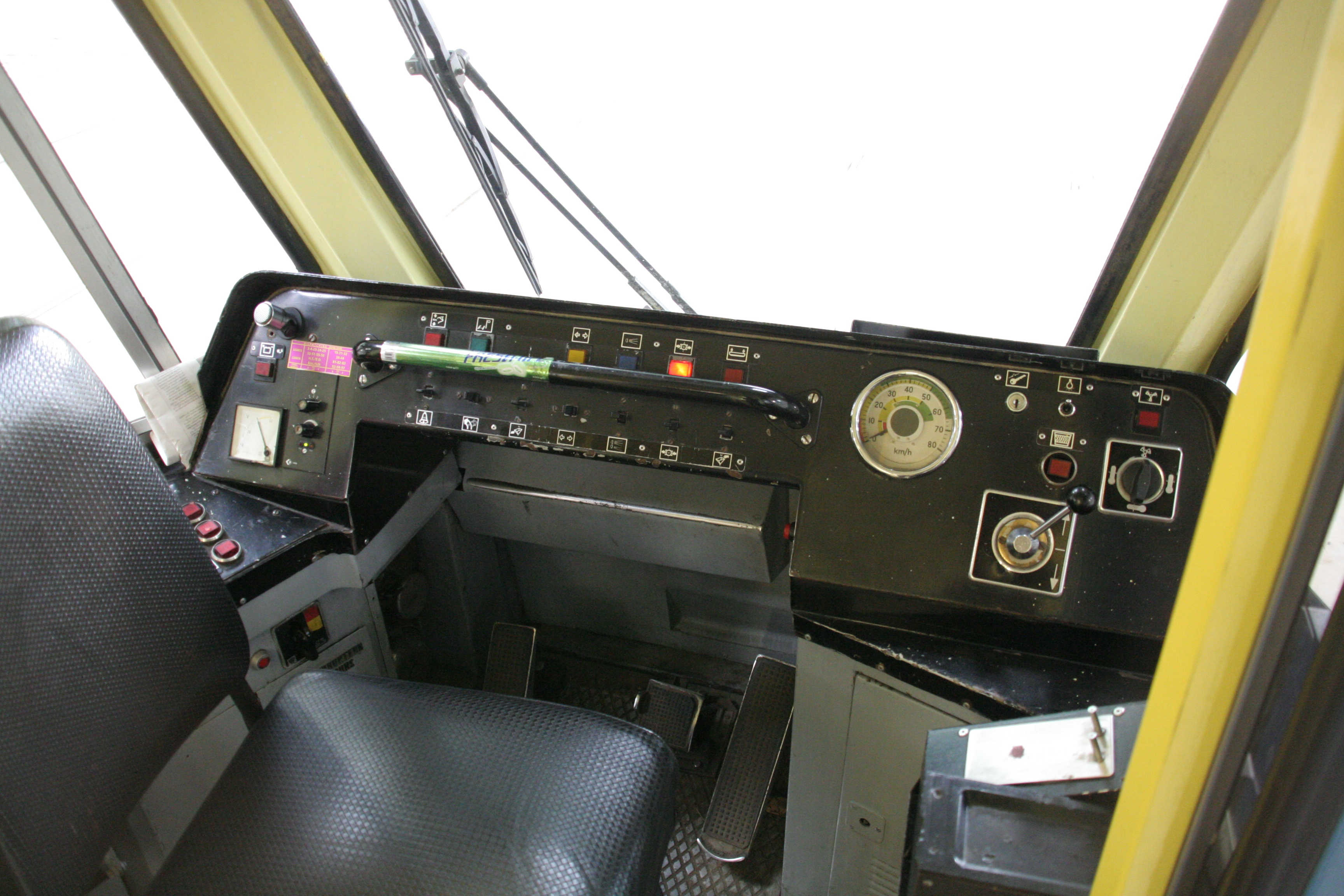
足踏み式ペダルが足元に設置された運転台
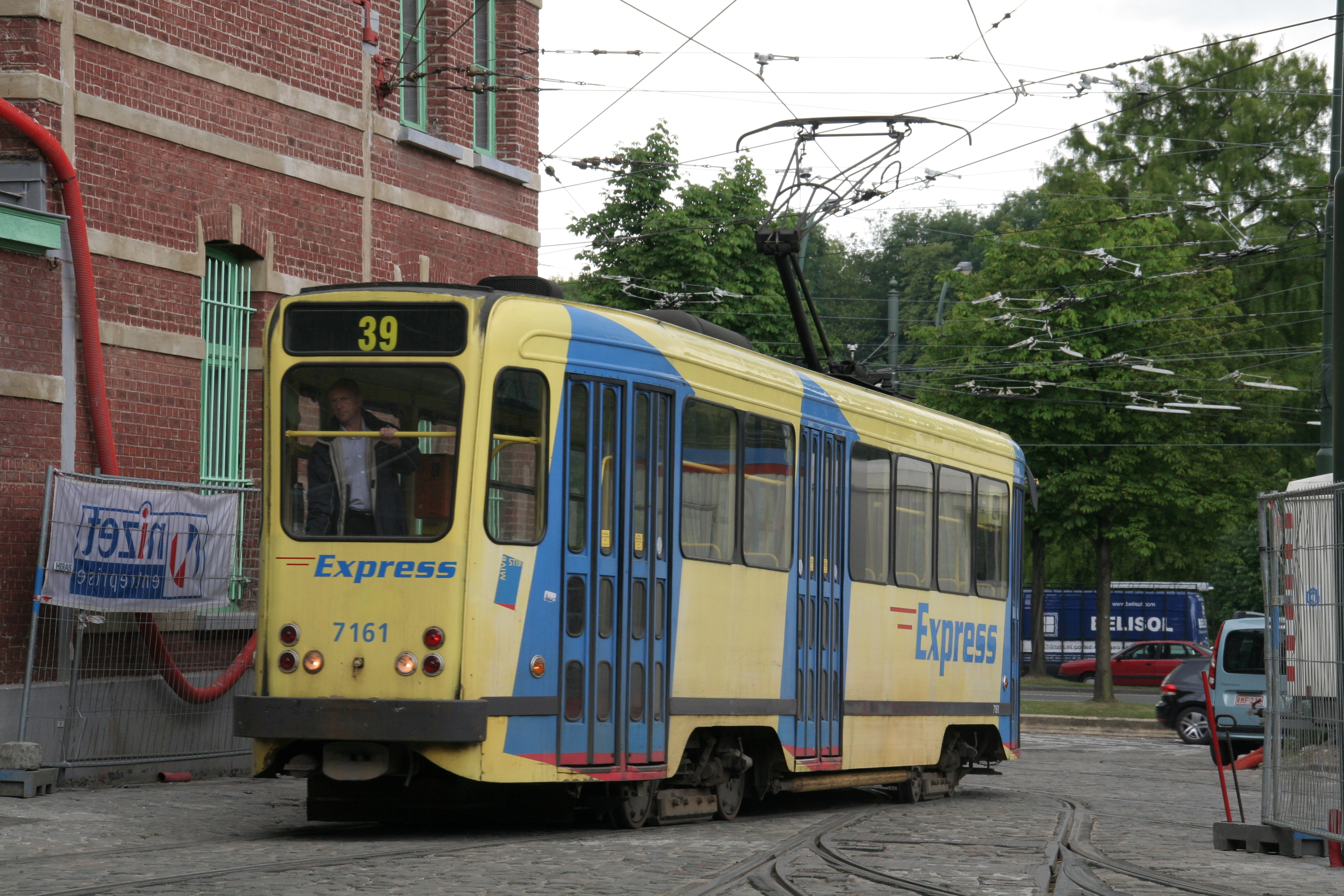
後方（7161）
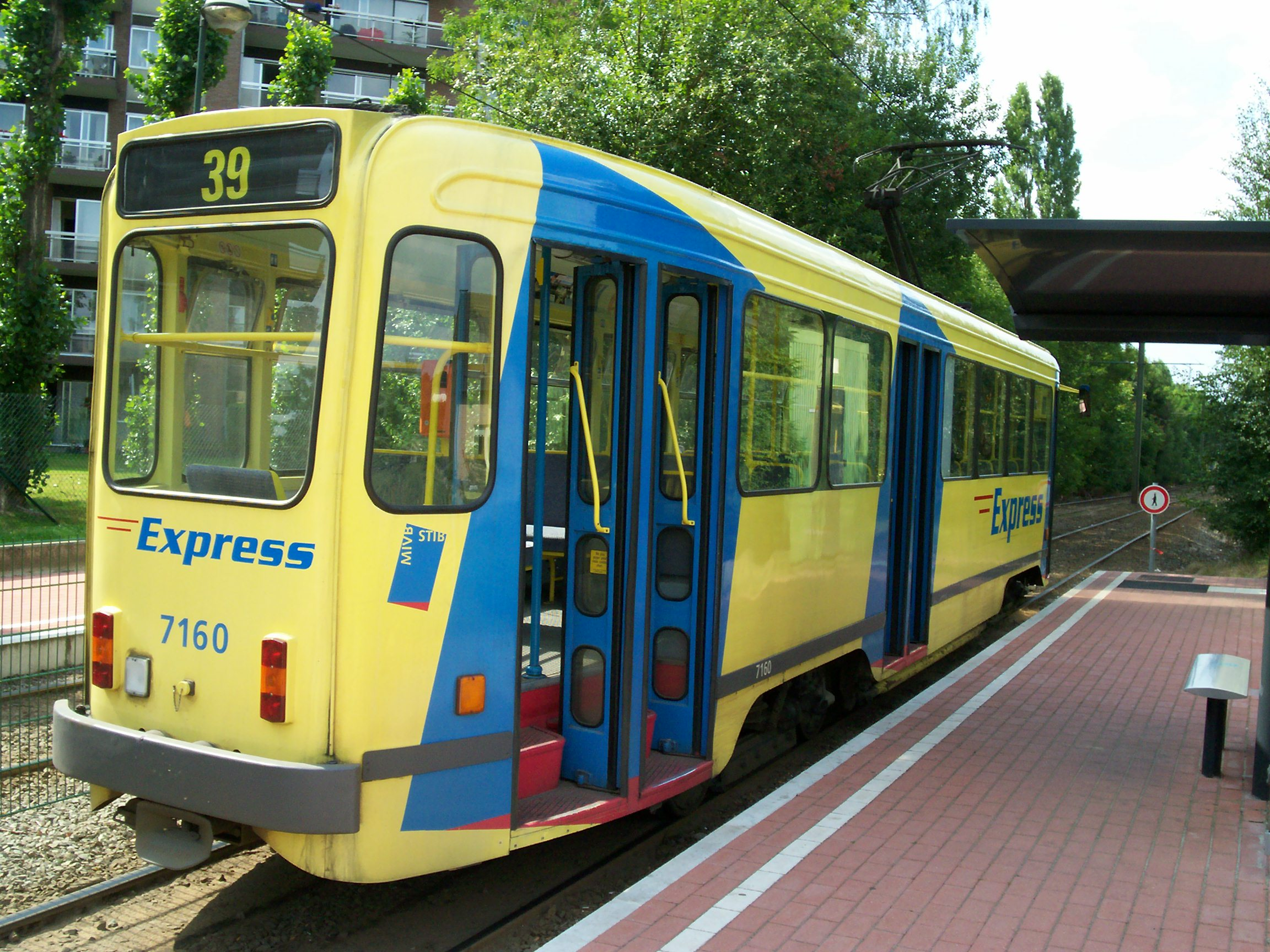
後方（7160、更新後）

## 運行
1951年から1953年にかけて新造車両である1次車（7001 - 7050）が、1956年に2次車（7051 - 7080）が製造された。1957年から1958年にはブリュッセル万国博覧会に向け3次車（7081 - 7155）が製造されたが、製造費用削減のため1957年に廃止となったアメリカのカンザス・シティの路面電車で使用されていたPCCカーの台車や電気機器が流用され、1970年から1971年にかけてもアメリカで廃車となったPCCカーの台車や機器を用いて最終増備車となる4次車（7156 - 7171）が作られた。また、1958年にはハンブルク市電向けに製造された1951年製のPCCカーを譲受し、車両番号を"7000"に変更した上で営業運転に投入している。
以降、T7000形はブリュッセル各地に敷かれた路面電車路線や1969年に開通した高規格の地下路線であるブリュッセル・プレメトロの各路線で使用された。車両限界が狭いブリュッセルに適したデザインも高い評価を集め、1962年以降製造された連接車に加えて既存の二軸車の更新時にも同様のデザインが用いられた。集電装置は1次車 - 3次車はポールを用いていたが、プレメトロ開通に伴いパンタグラフが併設され、その形態で導入された4次車も含め1976年にポールは撤去された。
1990年代には塗装変更や座席のモケットの交換、前照灯や尾灯の変更を含むリニューアル改造が行われた一方、3次車については他車と異なりクラーク製のB-2台車を使用していた事から1980年代までに早期廃車となり、他の車両も老朽化が進んだ事で2000年代以降は超低床電車であるT3000形やT4000形への置き換えが進んだ。そして2010年2月12日に実施されたさよなら運転を最後に、T7000形は営業運転を終了した。
以降は後述する保存車に加え、牽引車やレール削正車など事業用車両として改造された車両が現存する。

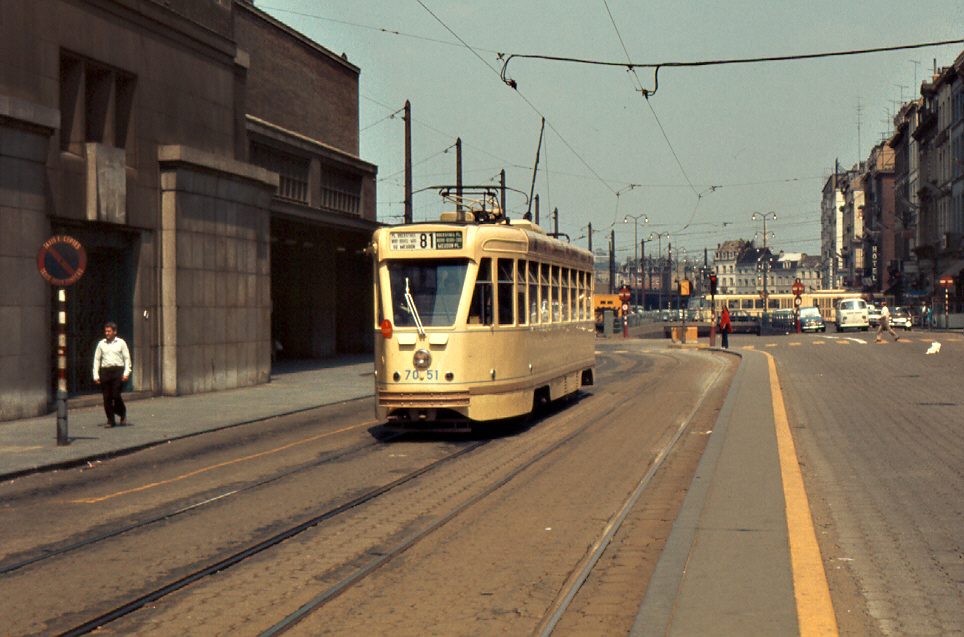
2次車（7051）（1970年撮影）
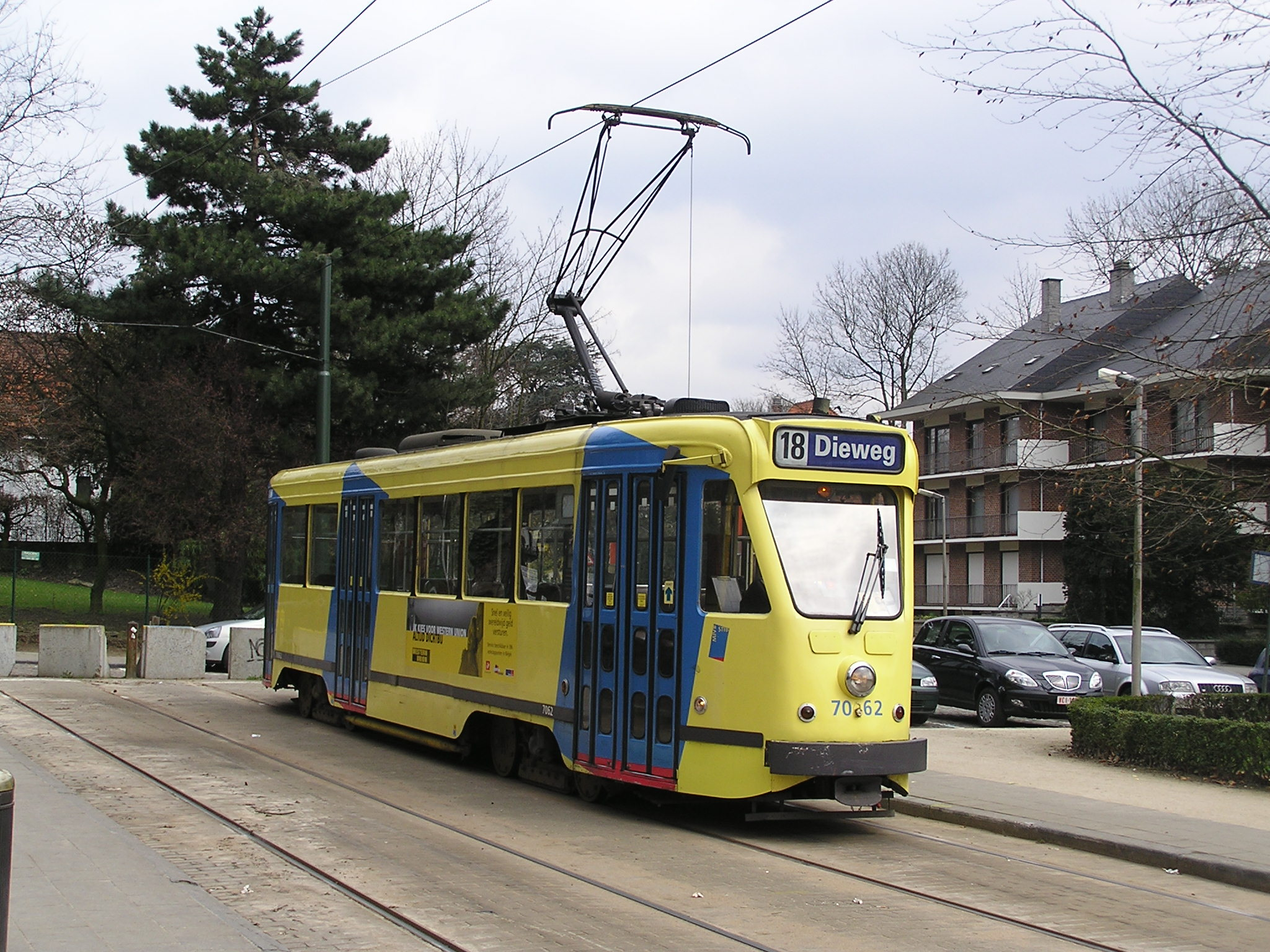
2次車（7072、塗装変更後）（2006年撮影）
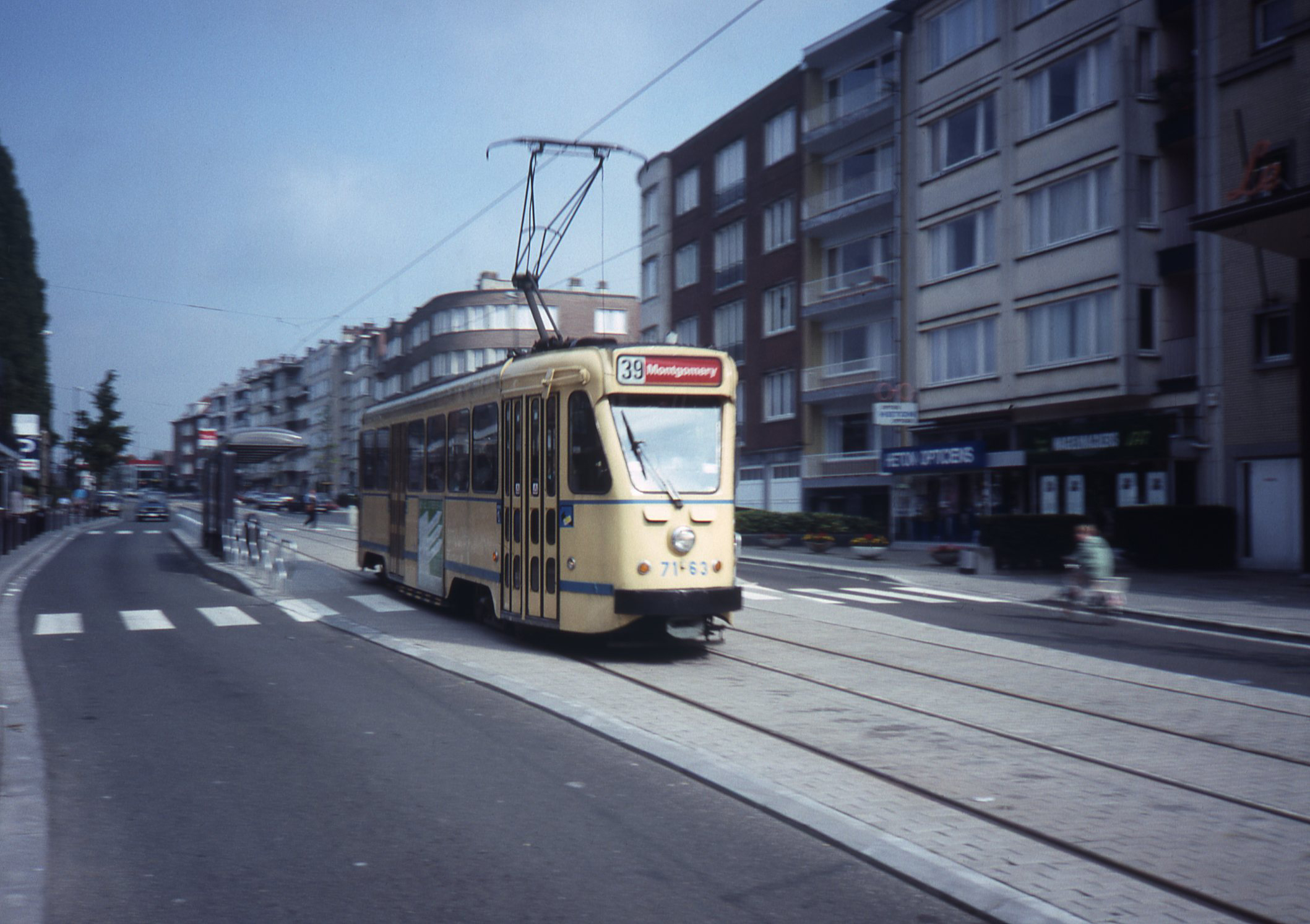
4次車（7163、更新前）（1988年撮影）
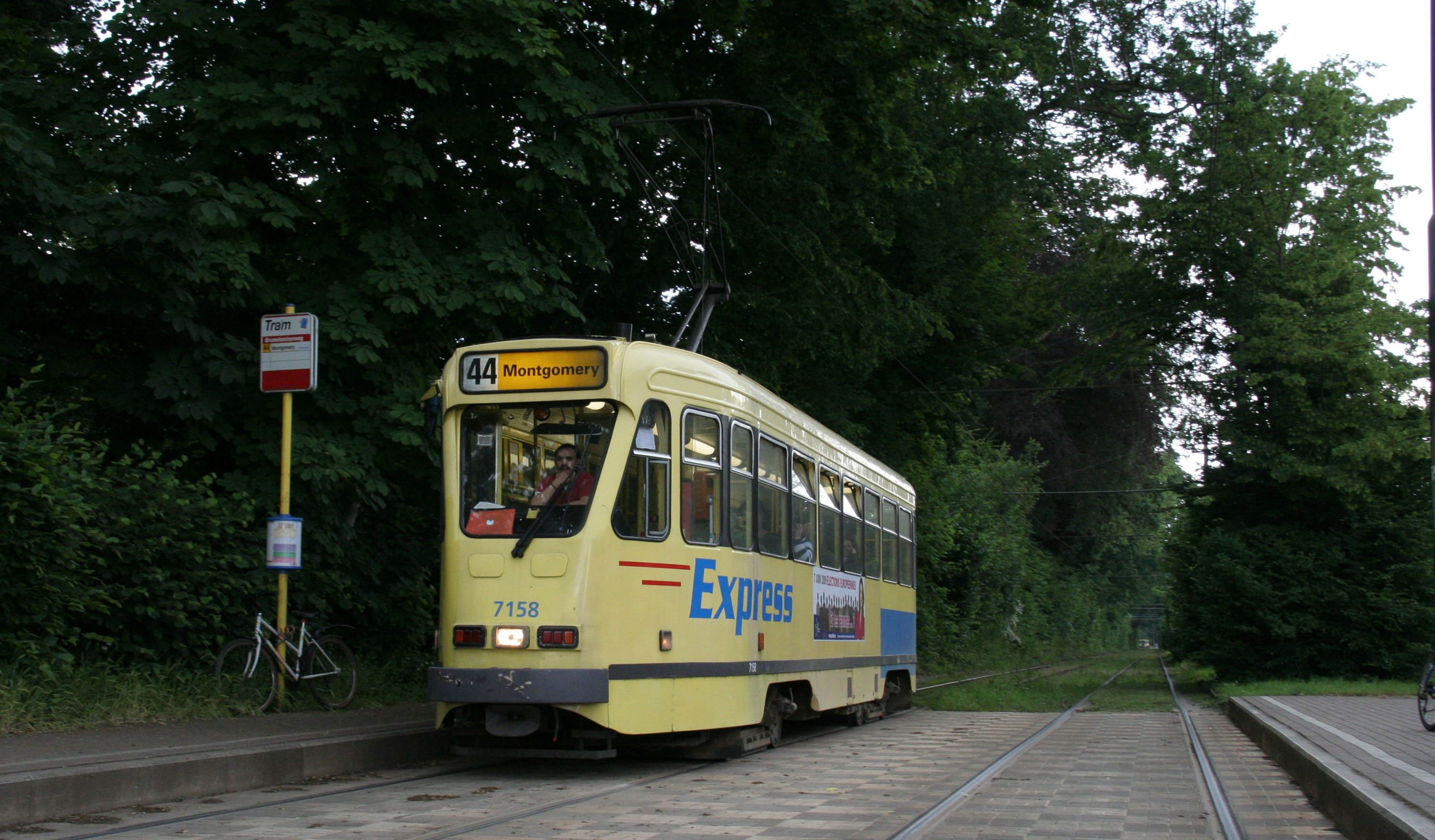
4次車（7158、更新後）（2009年撮影）
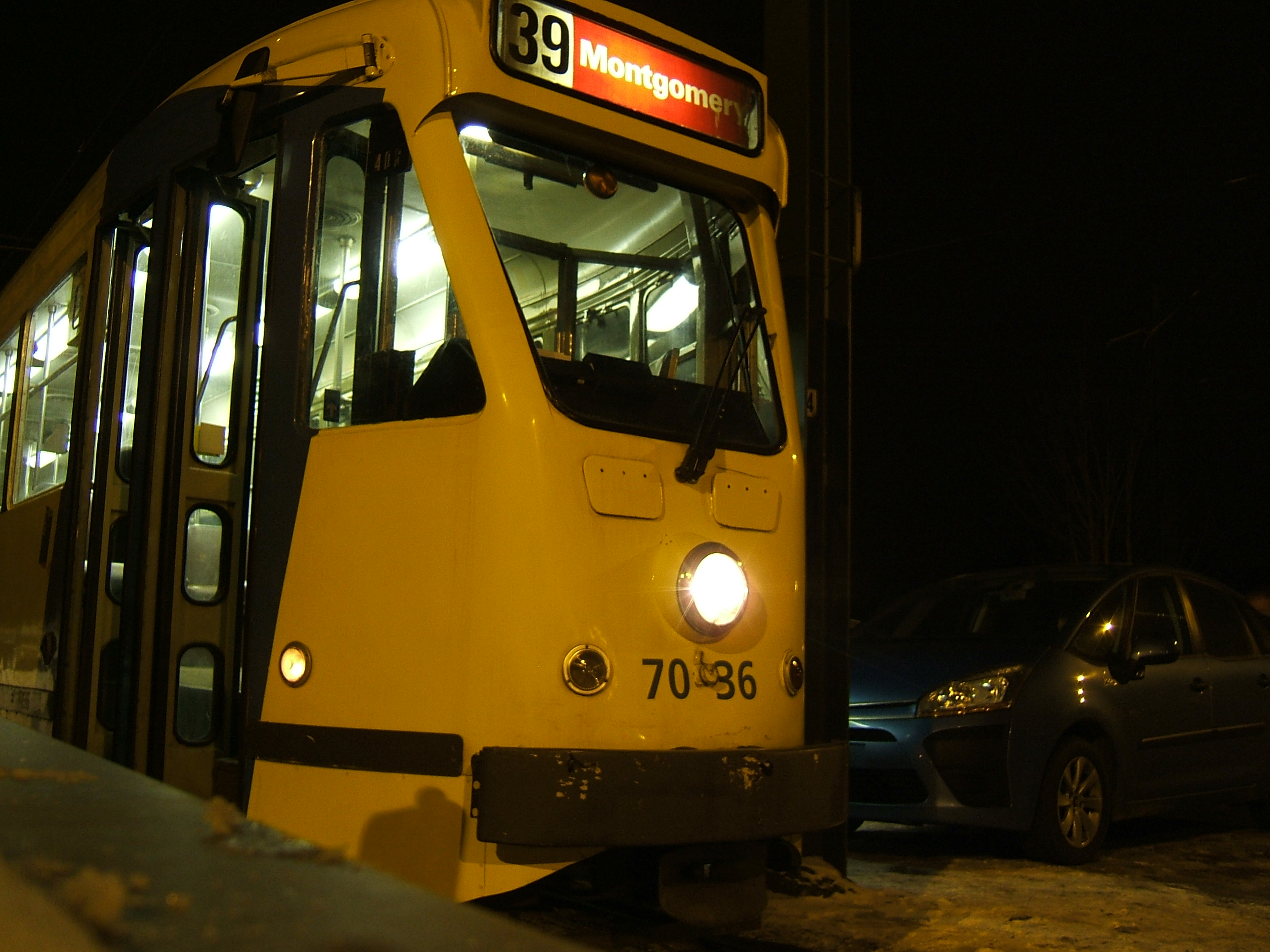
営業運転最終日の7036（2010年2月12日撮影）

## 保存
2019年現在、T7000形の保存車両のうち動態保存が実施されているのは以下の6両で、7037（現：737）および7169を除いた4両はブリュッセル路面電車博物館が所有する。

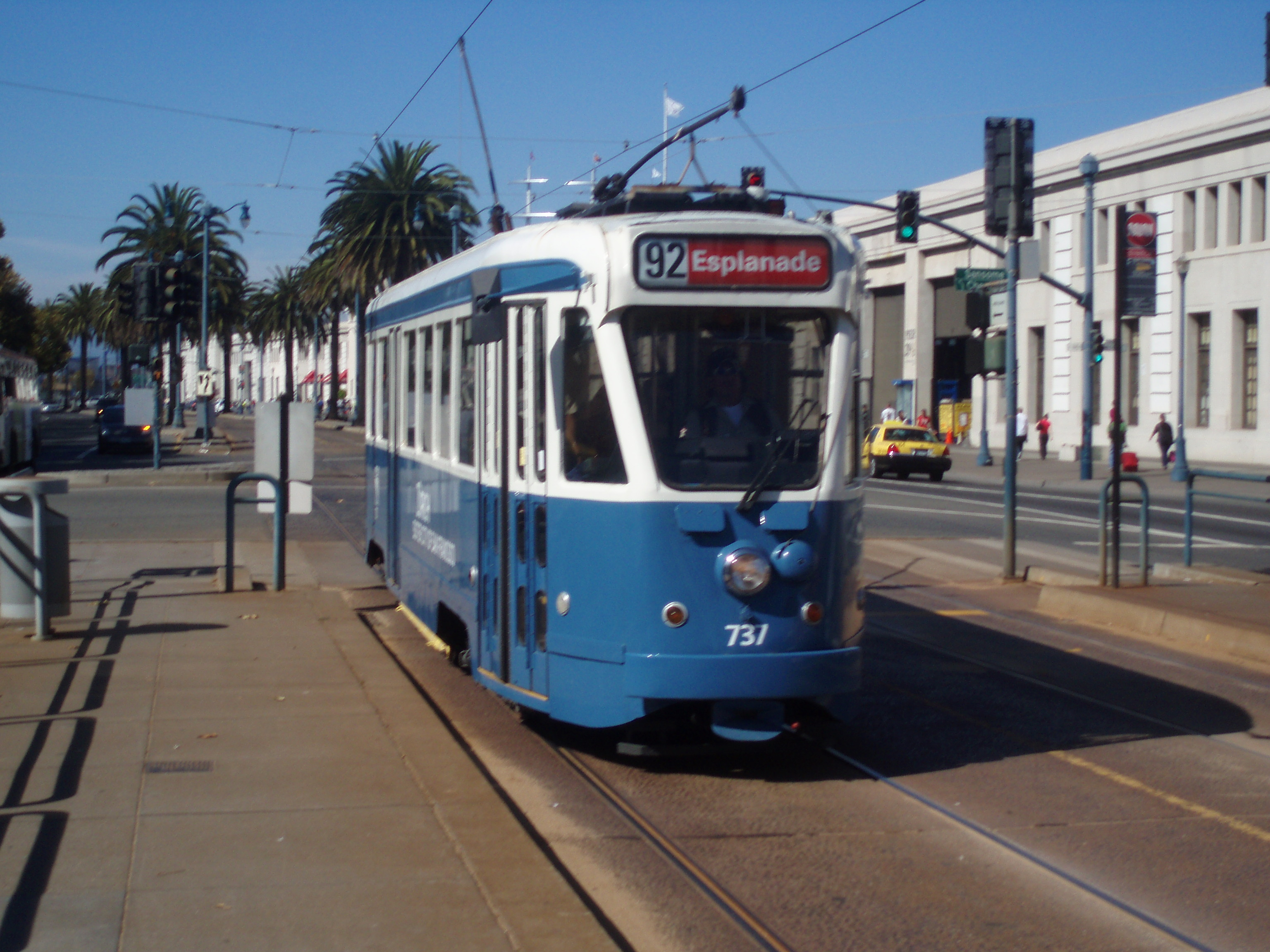
7037（現：737） - 1次車、1952年製。2004年にアメリカのサンフランシスコ市営鉄道へ譲渡された。その際に車両番号が737に変更された他、塗装もサンフランシスコの姉妹都市であるチューリッヒの路面電車の塗装に塗り替えられた。
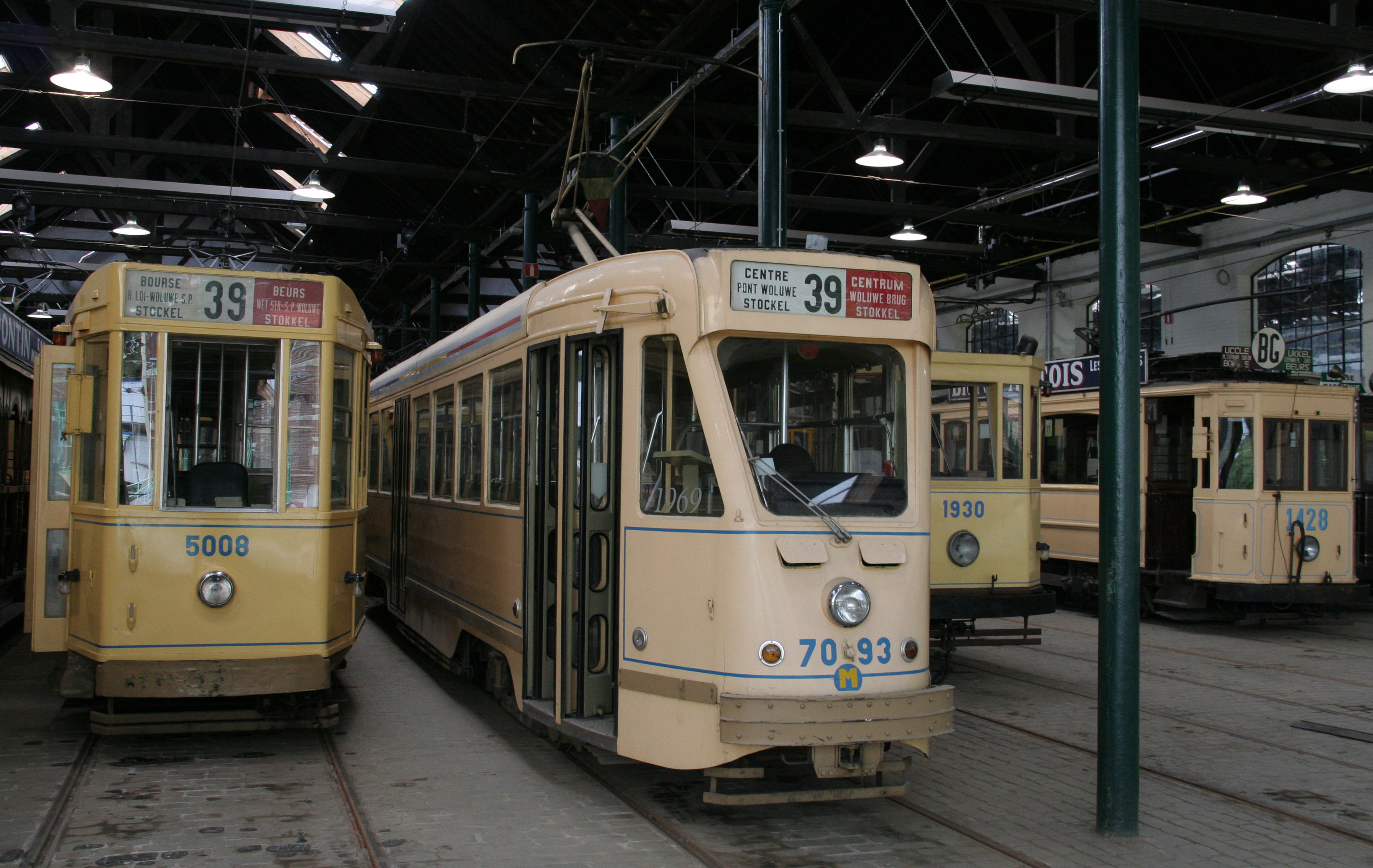
7047 - 1次車、1952年製。
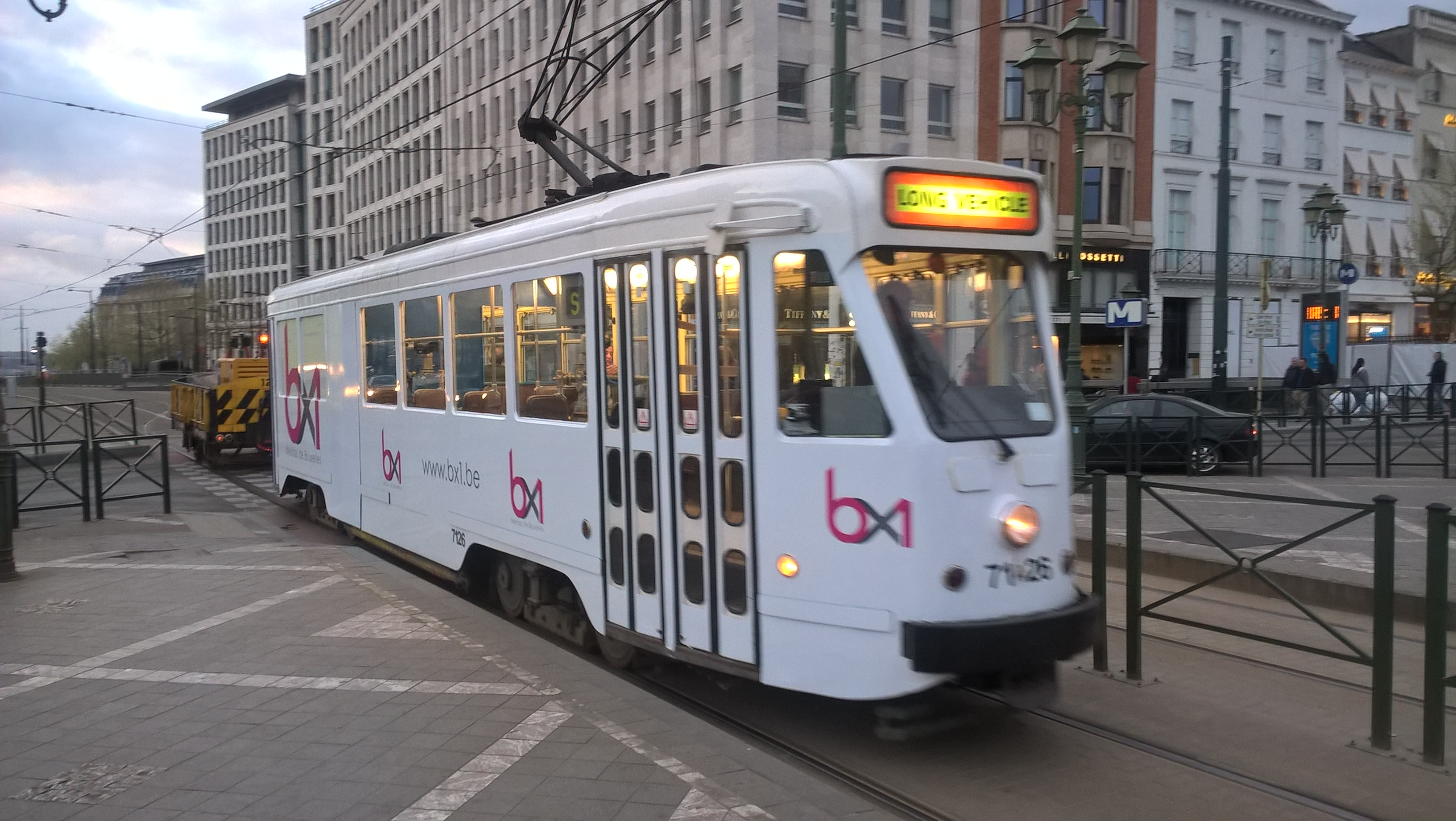
7093 - 3次車、1957年製。1969年12月17日に行われたブリュッセル・プレメトロの開通式で、当時のベルギー国王であったボードゥアン1世が搭乗した車両である。
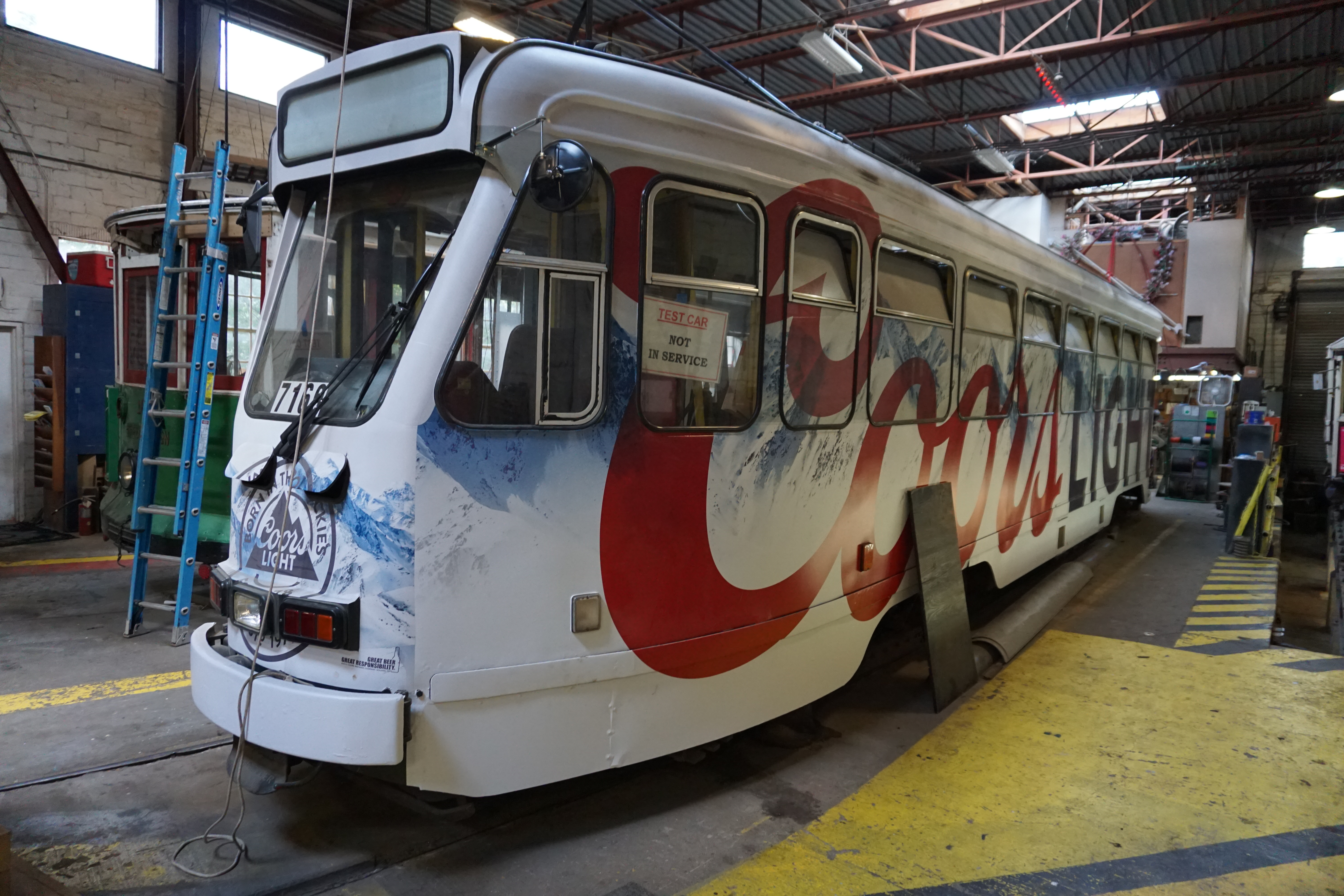
7126 - 3次車、1957年製。ベルギーのケーブルテレビであるBX1（フランス語版）の移動スタジオに改造されている。
- 7169 - 4次車。アメリカ・ダラスの保存路面電車路線であるM-Lineで保存され、"エマ"（Emma）の愛称が付けられている[11]。
- 7171 - 4次車、1971年7月1日製。T7000形のラストナンバーで、2010年のさよなら運転にも使用された。

また7000は1995年にハンブルクへ返還された後、1999年以降はスウェーデンのショルデナシュホルム路面電車博物館で保存されている。

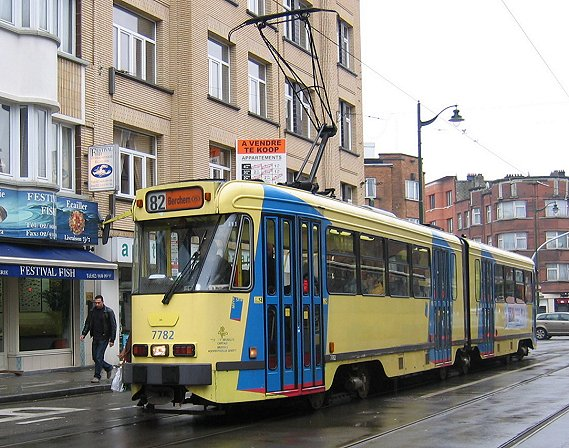
7037（現：737）
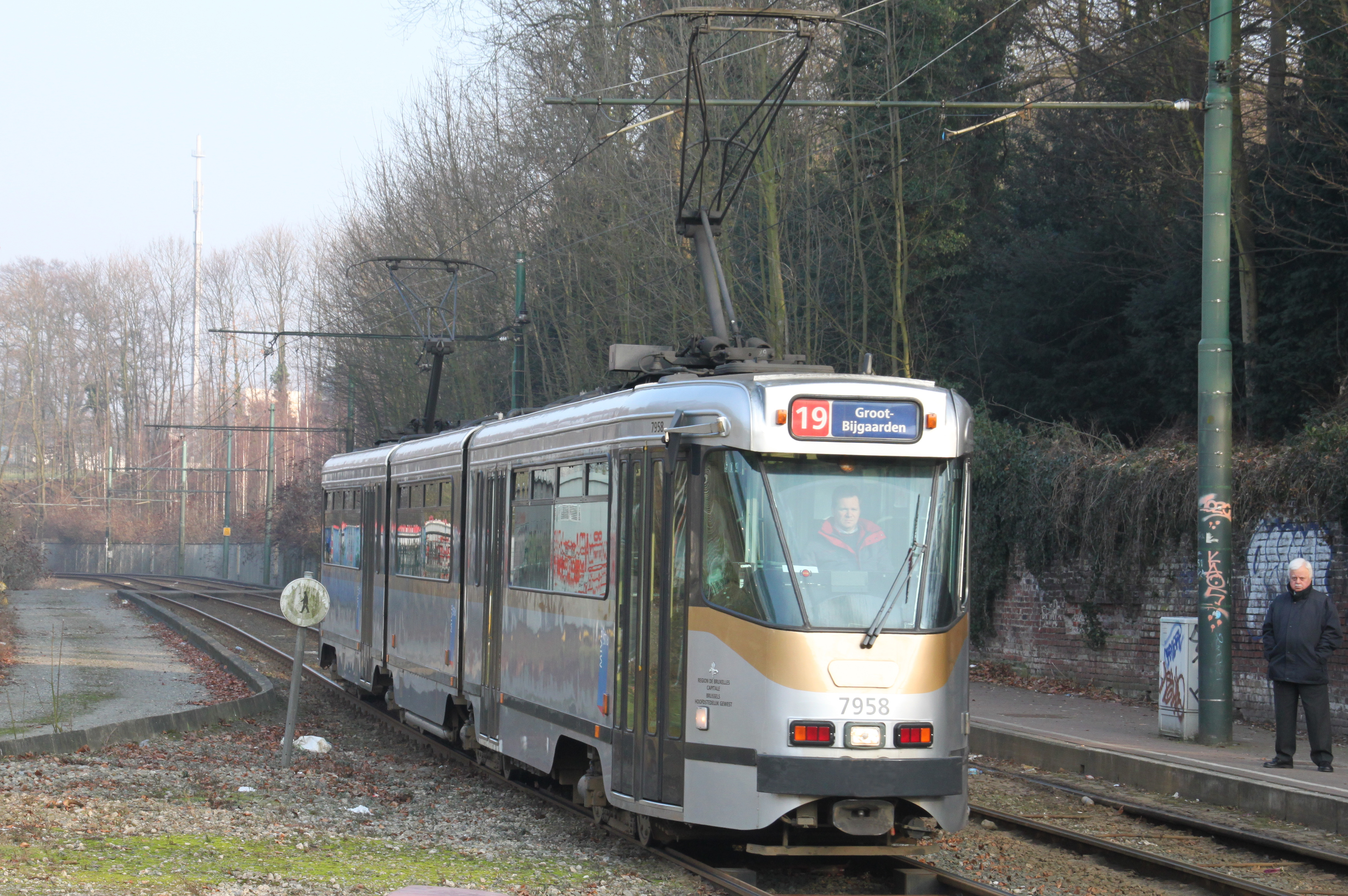
7093
- 7126
- 7169